# Мирне (Гродівська селищна громада)
Ми́рне — село Гродівської селищної громади Покровського району Донецької області, Україна. У селі мешкає 24 людини.

## Загальні відомості
Відстань до райцентру становить близько 18 км і проходить автошляхом Н32. Землі Мирного межують із територією села Коптєве Добропільського району Донецької області.

## Транспорт
До села проходить автошлях місцевого значення С050904 від Н32 — Мирне (0,7 км), до якого примикає єдина вулиця Степна.

## Населення
За даними перепису 2001 року населення села становило 24 особи, з них 70,83 % зазначили рідною мову українську та 29,17 % — російську.